# DKW PRe 500
Die DKW PRe 500 ist ein Rennmotorrad, das die Zschopauer Motorenwerke J. S. Rasmussen, ab Mitte 1932 Auto Union AG im DKW-Stammwerk in Zschopau herstellte. 

## Geschichte und Technik

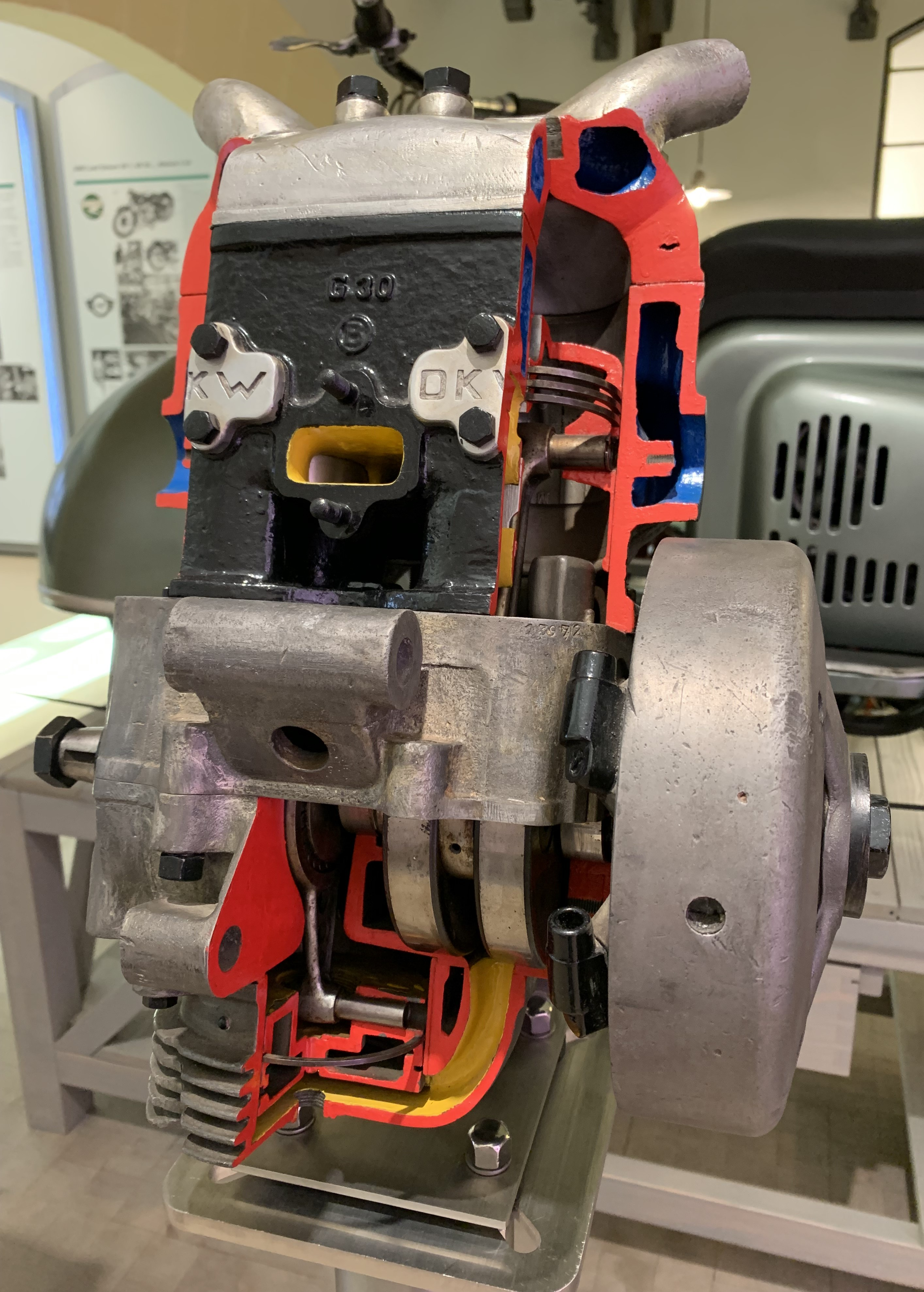
Schnittmodell des Motors einer PRe 500, unten die Kolbenladepumpe

Die PRe 500 entstand 1928 auf Basis des Zweizylinder-Zweitaktmotors  und des Rahmens des Tourenmodells DKW Z 500 und wurde ausschließlich für die Werksrennfahrer produziert. Der Motor hatte eine Wasserkühlung ohne Pumpe und zur Leistungssteigerung eine Kolbenladepumpe. Die Ladepumpe war unter den leicht nach vorn geneigten Zylindern unter dem Kurbelgehäuse angeordnet und steigerte mit ihrem Kolben das Ansaugvolumen um rund 40 Prozent. Kolbenober- und Unterseite arbeiteten für jeweils einen Zylinder. Das Pleuel dieses Hilfskolbens war auf einem Exzenter neben dem mittleren Zapfen der Kurbelwelle gelagert. Wurden zuerst 26 PS (19 kW) Leistung und damit annähernd das Doppelte der Z 500 erzielt, waren es 1930 bereits 36 PS (26 kW). Mit der Ladepumpe stieg folglich auch der Kraftstoffverbrauch, was einen voluminösen Tank für den Renneinsatz erforderlich machte.
Toni Bauhofer gewann die Deutsche Motorrad-Straßenmeisterschaft 1930 auf einer PRe 500.
Über die produzierte Stückzahl liegen keine gesicherten Angaben vor.
| PRe 500               | PRe 500                                                           |
| --------------------- | ----------------------------------------------------------------- |
| Baujahre              | 1928–1932                                                         |
| Motor                 | Zweizylinder-Zweitakt-Reihenmotor mit 180° Kurbelversatz          |
| Steuerung             | Schlitzsteuerung                                                  |
| Ladungswechsel        | Querstromspülung                                                  |
| Motoraufladung        | Kolbenladepumpe, doppelt wirkend                                  |
| Hubraum               | 494 cm³                                                           |
| Bohrung × Hub         | 68 mm × 68 mm                                                     |
| Nennleistung          | 26 PS (19 kW) bei 4000/min, später bis 36 PS (26 kW) bei 5500/min |
| Schmierung            | Zweitaktgemisch 1 : 12                                            |
| Vergaser              | n. b.                                                             |
| Kühlung               | Thermosiphon                                                      |
| Rahmenbauart          | Rohrrahmen im Unterzug                                            |
| Radaufhängung vorn    | Parallelogrammgabel mit Schraubenfeder                            |
| Radaufhängung hinten  | Starrrahmen                                                       |
| Höchstgeschwindigkeit | n. b.                                                             |

## DKW-Dirt-Track-Spezialmaschine
Die Zschopauer Motorenwerke bauten als seinerzeit erster deutscher Hersteller eine Dirt-Track-Spezialmaschine mit dem Motor der PRe 500. Der Kühler wurde verkleinert und schmaler als der Tank ausgeführt, damit er bei Stürzen wenig zu Schaden kommen konnte. Durch die Anforderungen dieser Rennen wurde ein besonderer Rahmen mit verstärktem Heckteil sowie optimalem Lenkkopfwinkel konstruiert, die Fußrasten waren verstellbar. Der Antrieb hatte kein Getriebe, stattdessen ein nicht schaltbares Vorgelege. Die Endübersetzung konnte nur über die Größe der Kettenritzel voreingestellt werden. Zudem hatte sie keinen Kickstarter, keine Auspufftöpfe und auch keine Bremsen.
Die Maschine wog rund 100 Kilogramm, leistete 30 PS und erreichte 125 km/h.